# Cezinando
Kristoffer Cezinando Karlsen (født d. 3. august 1995 i Oslo), kendt professionelt som Cezinando, er en norsk sanger, rapper og sangskriver. Han har en norsk mor og en portugisisk far og tilbragte en del af sin barndom i Lissabon. Han har vundet to P3 Guld-priser for sit arbejde. Hans seneste album, Noen ganger og andre (Nogle gange og andre), er det bedst sælgende norsk-sprogede album i 2017 i Norge.

## Diskografi

### Studiealbummer
- framtid:sanntid (2014)
- Barn av Europa (2016)
- Noen ganger og andre (2017)
- Et godt stup i et grunt vann (2020)

### EP-er
- Cez 4 Prez (2012)

### Singler
- "Destilert Ignoranse" (2013)
- "Jollygood 2014" (2013)
- "Nøkkelknippe" (2013)
- "Multiskitzo" (2014)
- "Sykt Jævla kult" (2015)
- "Gud" (2015)
- "€PA" (2015)
- "Blinkesko/Video/" (2016)
- "Botanisk Hage" (2016)
- "Håper du har plass" (2017)
- "Vi er perfekt men verden er ikke det" (2017)
- "Ingen lager helvete som vi" (2018)